# Магардели
Магардели (груз. მაგარდელი) — село в Грузии, на территории Местийского муниципалитета края (мхаре) Самегрело-Верхняя Сванетия.

## География
Село находится в северо-западной части Грузии, на левом берегу реки Ингури, на расстоянии приблизительно 13 километров (по прямой) к западо-юго-западу от посёлка городского типа Местиа, административного центра муниципалитета. Абсолютная высота — 1228 метров над уровнем моря.

## Население
По результатам официальной переписи населения 2014 года в Магардели проживало 60 человек (39 мужчин и 21 женщина). В национальной структуре населения грузины составляли 98,3 %.
| Год  | Население, человек |
| ---- | ------------------ |
| 2002 | 160                |
| 2014 | ↘ 60               |